# Manhunter - Frammenti di un omicidio
Manhunter - Frammenti di un omicidio (Manhunter) è un film del 1986 diretto da Michael Mann e basato sul romanzo Il delitto della terza luna di Thomas Harris. È la prima apparizione in una pellicola cinematografica dello psichiatra antropofago Hannibal Lecter (qui chiamato Lecktor), reso celebre dal film Il silenzio degli innocenti.

## Trama
Will Graham è un esperto di profili criminali dell'FBI ritiratosi a seguito di un crollo mentale, dopo la cattura di un serial killer, il dottor Hannibal Lecktor, che lo aveva ferito gravemente. Graham riceve una visita dal suo ex superiore dell'FBI Jack Crawford, che sta cercando aiuto per un nuovo caso riguardante un serial killer. Promettendo alla moglie che si limiterà a esaminare le prove senza rischiare danni fisici, Graham accetta di visitare la scena del crimine più recente ad Atlanta, cercando di immedesimarsi nell'assassino, soprannominato dalla polizia "tooth fairy" (letteralmente "fatina dei denti", nell'adattamento italiano "dente di fata"), per i segni di morsi lasciati sulle sue vittime.
Dopo aver trovato una impronta digitale parziale e un capello biondo, ed essere stato avvicinato dal giornalista scandalistico Freddy Lounds del Tattler, Graham fa visita a Lecktor, che prima dell'arresto era psichiatra, nella sua cella, per un parere sulle motivazioni dell'assassino. Graham accetta a malincuore di mostrare a Lecktor il fascicolo del caso. Dopo che Graham se ne è andato, nuovamente sconvolto dall'incontro con Lecktor, questi ottiene con l'inganno l'indirizzo di casa di Graham mentre apparentemente fa una telefonata al suo avvocato.
Graham si reca sulla prima scena del crimine a Birmingham, in Alabama, dove viene contattato da Chilton, il direttore del carcere di Lecktor, che ha trovato un biglietto nascosto in un libro nella cella di Lecktor. Si rendono conto che deve provenire dall'assassino, perché esprime ammirazione per Lecktor e interesse per Graham e capiscono inoltre che l'assassino deve essere un lettore del Tattler. Analizzando la nota, scoprono istruzioni in codice per comunicare attraverso la sezione degli annunci personali del Tattler.
L'FBI vorrebbe piazzare un annuncio falso come esca, al posto di Lecktor, ma senza conoscere a quale libro si riferisca il codice, la cosa è impossibile. 
Così, si lascia che venga pubblicato l'annuncio di Lecktor e, intanto, Graham rilascia un'intervista a Lounds, fornendo un profilo dispregiativo dell'assassino, per provocarlo e far sì che lo venga a cercare. Invece, il serial killer rapisce Lounds e lo costringe a registrare una dichiarazione di pentimento per averlo denigrato, dopodiché lo brucia vivo.
L'FBI riesce a decodificare il messaggio in codice di Lecktor: è l'indirizzo di casa di Graham, con l'incitamento ad uccidere lui e la sua famiglia. Dopo che l'FBI li ha trasferiti al sicuro, Graham spiega i retroscena al figliastro Kevin.
Al lavoro in un laboratorio fotografico di St. Louis, Francis Dollarhyde, l'assassino, avvicina una collega cieca, Reba McClane, e le offre un passaggio a casa. Invece vanno a casa di lui, dove Reba, ignara del fatto che stia guardando i filmati delle sue precedenti vittime, lo bacia. Dopo aver fatto l'amore, per la prima volta Dollarhyde si sente accettato e prova rimorso per ciò che ha fatto. I due si accordano per rivedersi la sera successiva, ma quando si presenta a casa di lei, Dollarhyde vede che Reba è stata accompagnata a casa da un altro collega. Sentendosi tradito, uccide l'uomo e rapisce Reba.
Intanto, Graham ha capito che l'omicida è mosso da un desiderio di accettazione. Alla ricerca di un collegamento tra le due famiglie, Graham si rende conto che l'assassino aveva pratica delle loro case. Deduce che, se non aveva avuto l'opportunità di visitarle in precedenza, doveva essersi fatto un'idea della loro disposizione in un altro modo, e intuisce che possa aver visionato i loro filmati amatoriali. Graham e Crawford scoprono che i filmini di entrambe le famiglie sono stati sviluppati dallo stesso laboratorio, a St. Louis. Dopo aver determinato che l'unico dipendente biondo che ha avuto a che fare coi filmati è Dollarhyde, Graham e Crawford si precipitano a casa sua. Vedendo che Dollarhyde ha qualcuno con sé, Graham si lancia attraverso una finestra. Viene tramortito da Dollarhyde, che poi spara a due agenti di polizia. Ferito nello scontro a fuoco, Dollarhyde viene infine ucciso da Graham.

## Remake
Sedici anni dopo è stato girato un remake dal titolo Red Dragon, che è anche il titolo originale del libro di Thomas Harris (in italiano Il delitto della terza luna), dal quale entrambi i film sono tratti.

## Riconoscimenti
- 1987 – Festival del film poliziesco di Cognac
  - Premio della critica a Michael Mann
- 1987 – Edgar Award
  - Candidatura al miglior film a Michael Mann